# ジャーヴィス (ロケット)
ジャーヴィス (Jarvis) は、1980年代半ばにアメリカ合衆国で計画された中規模打上げ機。アメリカ合衆国空軍とアメリカ航空宇宙局の先進的打上げシステム (ALS) 研究の一環として、ヒューズ・エアクラフトとボーイングにより設計された。保管されていたサターンVのエンジンと工具を流用し、スペースシャトルの部品と組み合わせることで、6機までの人工衛星を1回の打上げで複数の軌道に投入する構想であったが、ALSの要求を満たせずジャーヴィスは製造されなかった。